# Kościół św. Anny i św. Michała Archanioła w Żegiestowie
Kościół pw. św. Anny i św. Michała Archanioła w Żegiestowie – dawna cerkiew w Żegiestowie. Świątynia została wybudowana w latach 1917–1925. Konsekrowana w 1928. Wpisana do rejestru zabytków województwa małopolskiego w 2011.

## Historia
Po wysiedleniu z Żegiestowa ostatnich Łemków w ramach Akcji „Wisła”, cerkiew greckokatolicka w latach 1946 –1947 została zaadaptowana na kościół rzymskokatolicki. W 1951 biskup tarnowski Jan Stepa erygował w Żegiestowie parafię. W latach 1980–1985 świątynia poddana została gruntownej renowacji.

## Architektura
Była cerkiew jest jedyną taką budowlą w Polsce i jedną z trzech w Europie. Wyjątkowość związana jest z użytym materiałem budowlanym – cerkwie łemkowskie budowane były z drewna, ta została zbudowana z kamienia i cegły.
Zbudowana na planie krzyża greckiego. Złożona z nawy głównej, transeptu i trójbocznie zamkniętego prezbiterium, po bokach którego znajdują się dwie zakrystie. Od frontu do nawy przylega niewielki przedsionek. Świątynię nakrywają wielospadowe dachy z trzema wieżami. Wieże zostały umiejscowione: na skrzyżowaniu nawy głównej z transeptem, nad prezbiterium oraz babińcem. Zwieńczone blaszanymi ośmiokątnymi kopułami osadzonymi na wydłużonych, drewnianych wielokątnych tamburach. Ich szczyty zdobią niewielkie „makowiczki ” zwieńczone prawosławnymi krzyżami. Boczne przybudówki z dachami pulpitowymi, nad przedsionkiem dach dwuspadowy. Kamienne elewacje zewnętrzne z czerwonymi ceglanymi wstawkami. Ściany transeptu zwieńczone trójkątnymi szczytami. Wnętrze nakryte jest pozornymi sklepieniami kolebkowymi. Nad centralną częścią nawy wznosi się sklepienie ośmiopolowe, wsparte na arkadach. Okna prezbiterium wypełniają witraże, przedstawiające św. Stanisława Biskupa i Męczennika oraz św. Wojciecha. Projekty witraży powstały w pracowni Haliny Cieślińskiej-Brzeskiej z Krakowa w 1988. Witraże w oknach transeptu zostały wykonane w 1991. W lewym oknie widnieje Sąd ostateczny, a w prawym Stworzenie świata.
Przy schodach prowadzących do kościoła znajdują się dwie, figurki przedstawiające: Matkę Bożą oraz św. Józefa.
Dzwonnica wolnostojąca z dwoma dzwonami odlanymi w latach 1955–1971.

## Wyposażenie wnętrza
Z dawnego wyposażenia cerkiewnego pozostały dwa feretrony z  ikonami: „Zwiastowania” i „Ukrzyżowania Chrystusa Pantokratora” z 1784, barokowy kielich  z XVIII wieku, rzeźbiony lichtarz paschalny z przełomu XVIII i XIX wieku, oraz ikona przedstawiająca „Chrystusa w grobie” namalowana na blasze. Poza nimi ołtarze, obrazy i rzeźby są nowe i nawiązują do tradycji rzymskokatolickiej. Ołtarz główny i dwa boczne neoromańskie z lat 1959–1960, wykonał Józef Kania. W ołtarzu głównym umieszczone są obrazy: św. Anny namalowany przed 1939 przez Praotczewa, oraz po bokach św. Piotra i  św. Pawła. W polu głównym lewego ołtarza ustawiona jest rzeźba Najświętszego Serca Pana Jezusa a po bokach figury św. Józefa i  św. Antoniego. W zwieńczeniu znajduje się obraz św. Józefa z Dzieciątkiem. W prawym ołtarzu znajduje się figura Matki Bożej Fatimskiej a po bokach św. Teresa od Dzieciątka Jezus i św. Franciszek. W zwieńczeniu znajduje się obraz św. Ekspedykta. Oba obrazy namalował w 1960 Stanisław Broszkiewicz. Ambona i chrzcielnica drewniane wykonane w latach 1956–1958 przez Józefa Kanię.

## Galeria

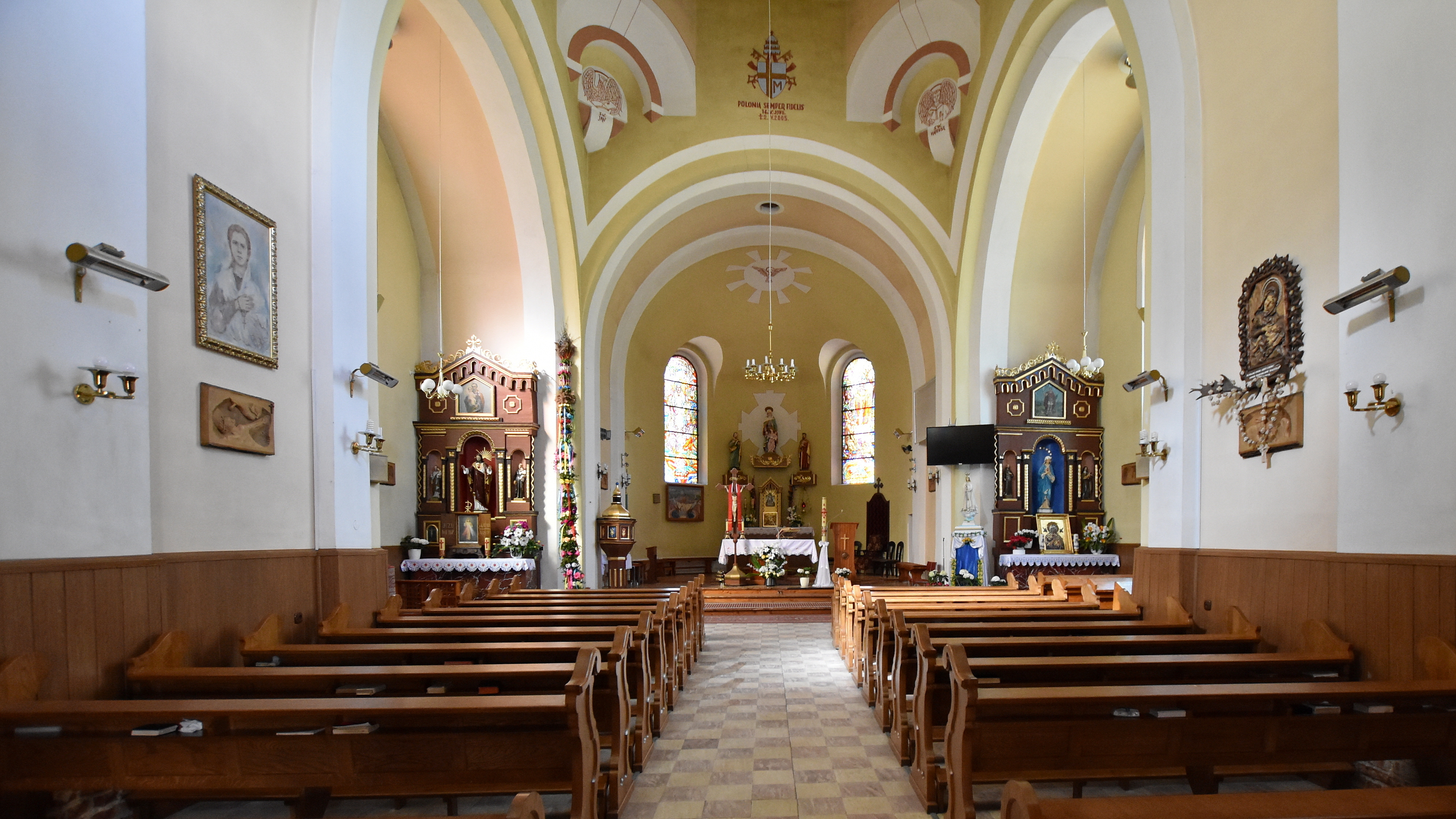
Wnętrze kościoła
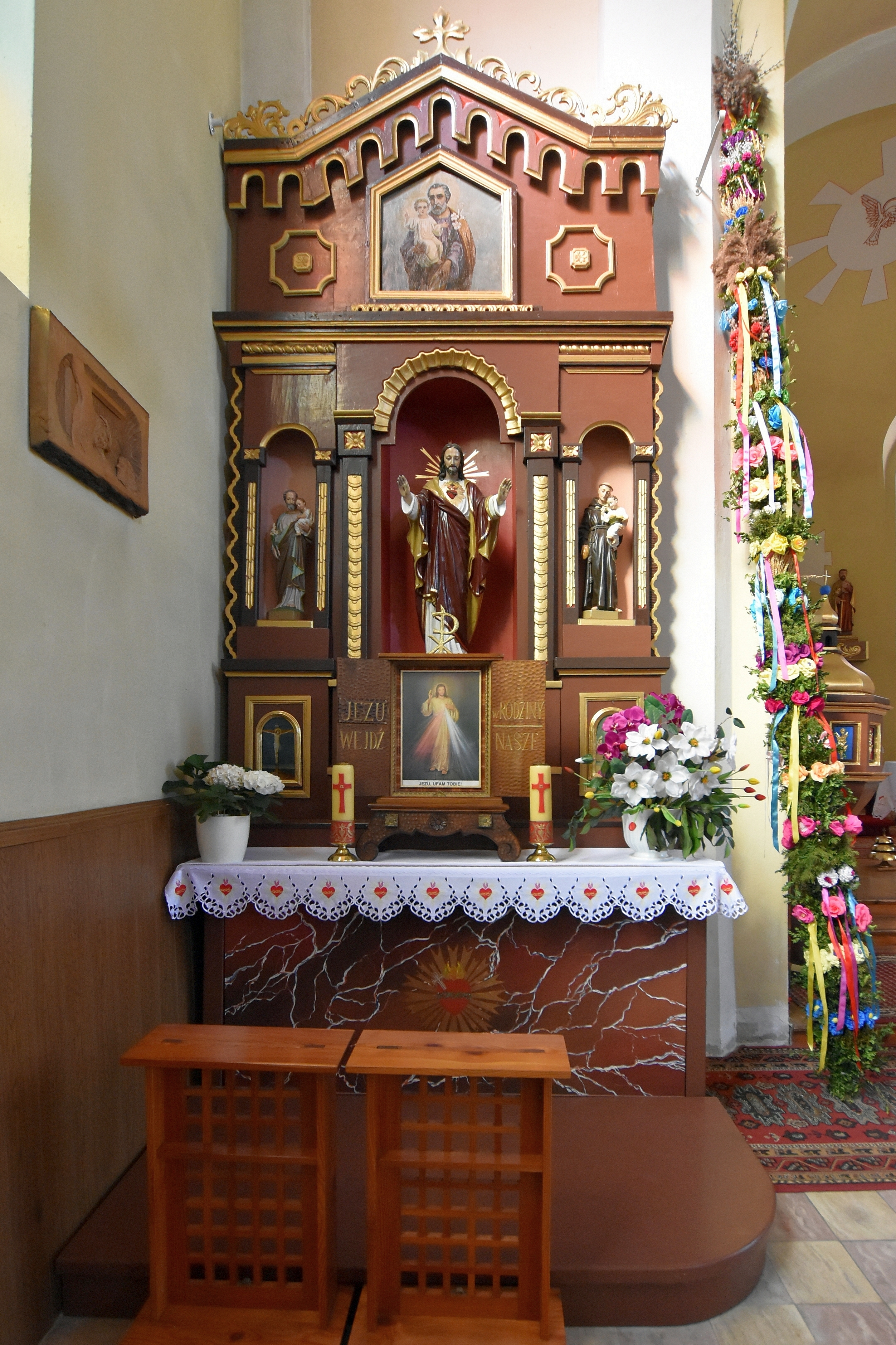
Ołtarz boczny lewy
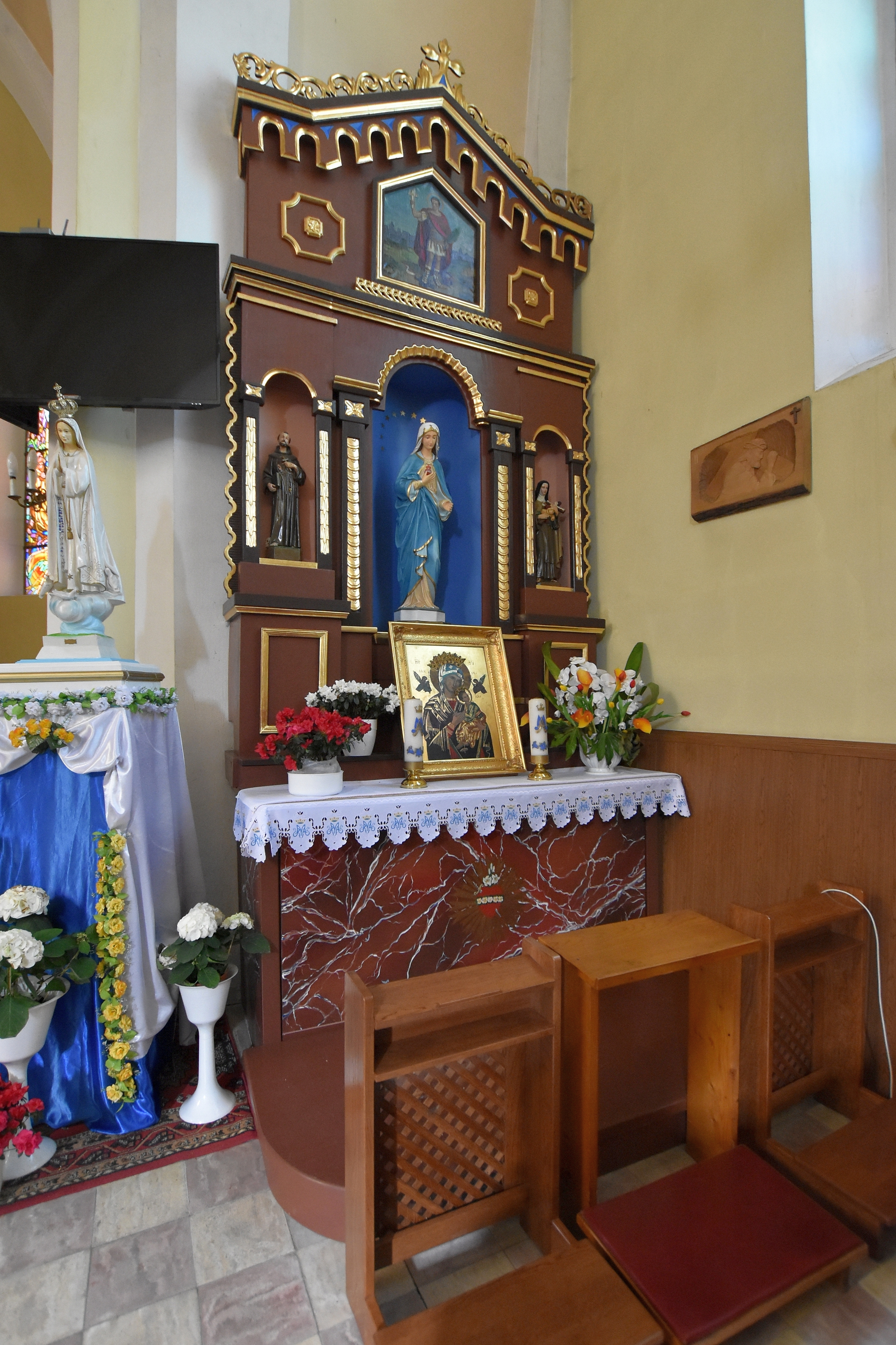
Ołtarz boczny prawy
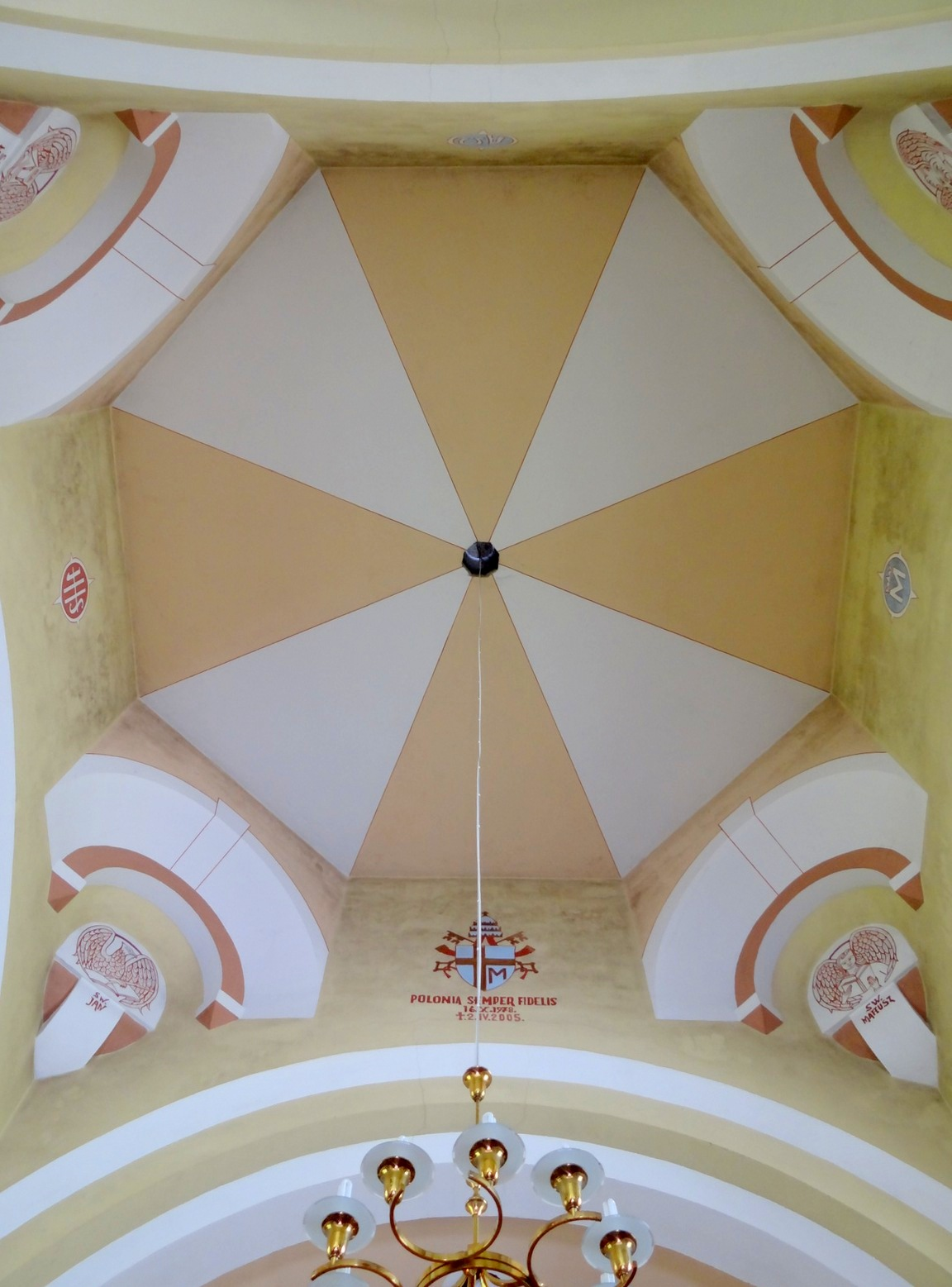
Fragment sklepienia
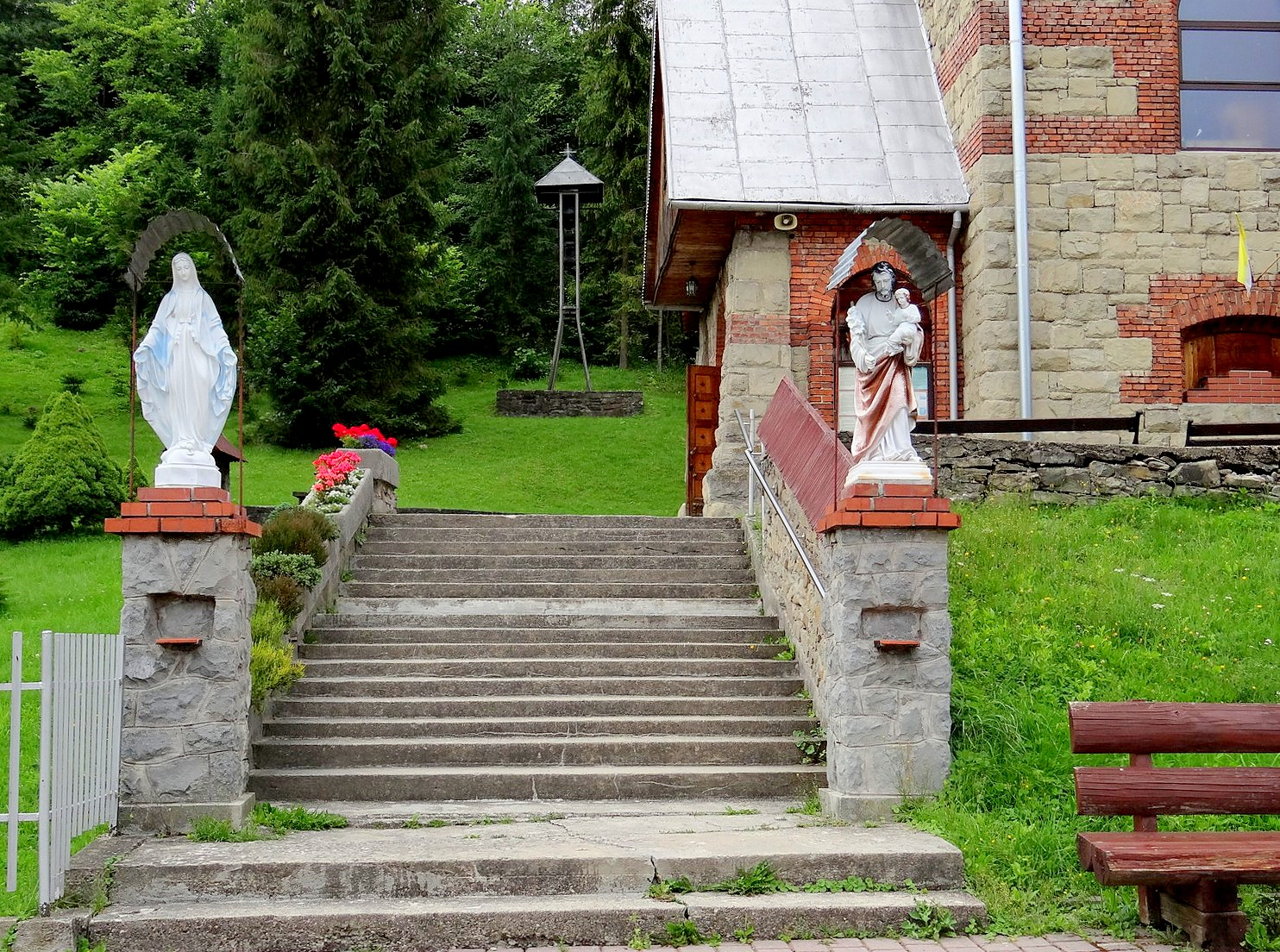
Figury św. św. Anny i Józefa
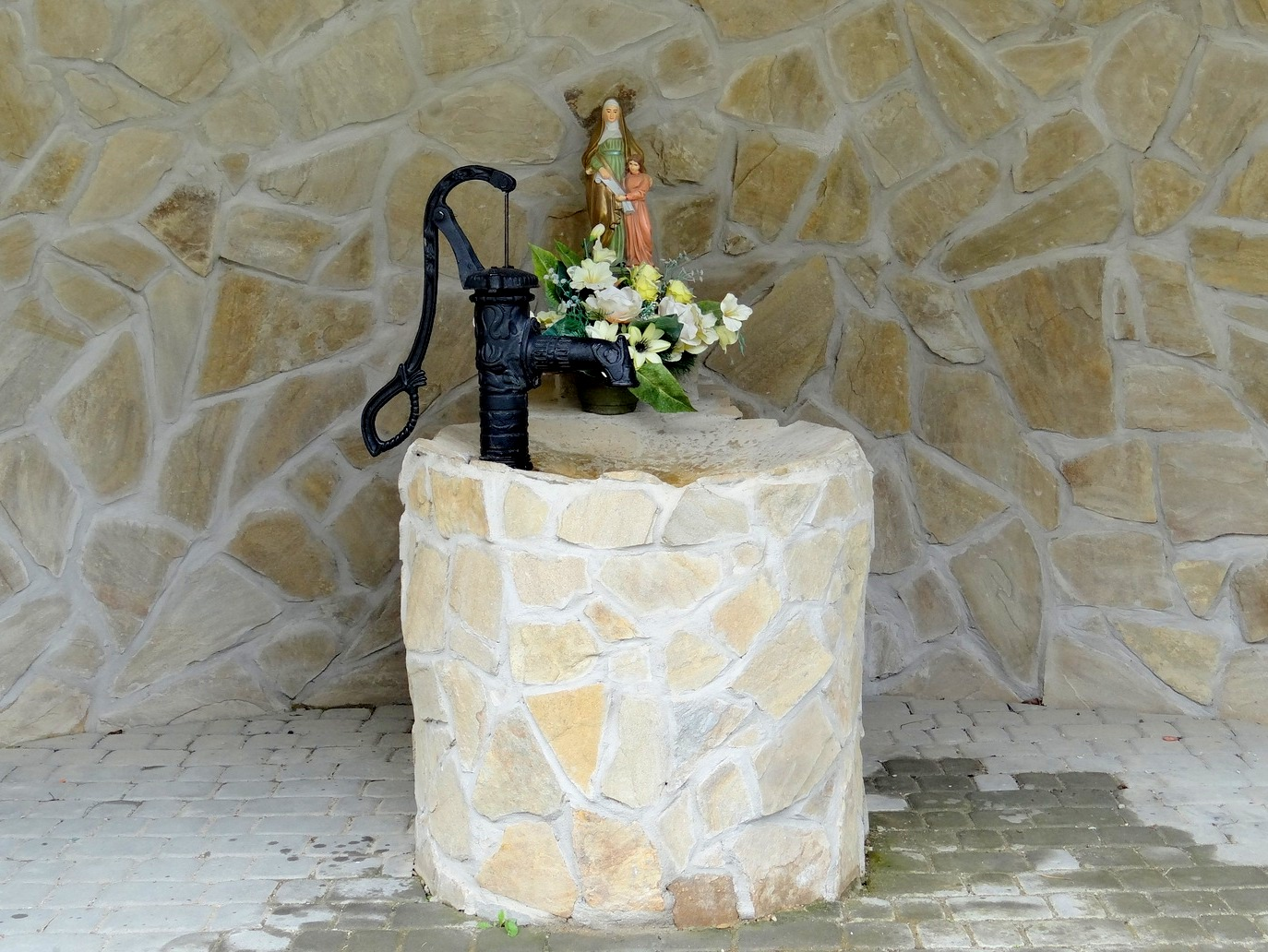
Źródło św. Anny

## Źródło „św. Anny”
Źródełko wody mineralnej obok kościoła uznawane za cudowne. Legenda mówi, że wytrysnęło ono podczas ceremonii poświęcenia cerkwi w 1928 roku. Według ówczesnych mieszkańców Żegiestowa woda miała pomagać na schorzenia oczu. Właściwości chemiczne i fizyczne wody nigdy nie były potwierdzone badaniami naukowymi.